# Кабинет Джимми Картера
Кабинет Джимми Картера — администрация президента США Джимми Картера, управлявшая Соединёнными Штатами Америки с 20 января 1977 года по 20 января 1981 года.

## Приход к власти Картера
Эпоха 1960-х—1970-х сильно изменила политическую обстановку в США: долгая и дорогостоящая война во Вьетнаме, публикация «документов Пентагона» и Уотергейтский скандал подорвали доверие значительной части общества к профессиональным политикам и к федеральной столице как символу государственной власти. Повлияли на настроения избирателей и негативные явления в американской экономике — стагфляция и начавшийся в 1973 году экономический кризис, вызвавший рост безработицы и ставший сильнейшим на тот момент спадом в экономике со времён Великой депрессии.
Джеймс Эрл Картер, выходец c так называемого «глубокого Юга», практически не обладавший известностью за пределами своего родного штата Джорджия и не имевший опыта деятельности на общенациональной политической сцене, оказался победителем в президентской гонке 1976 года прежде всего благодаря тому, что его биография свидетельствовала о непринадлежности к поражённому коррупцией вашингтонскому истеблишменту. Его победе во многом помогла поддержка южан в целом, а также видных деятелей движения за гражданские права чернокожих, обеспечивших голоса избирателей-афроамериканцев. Сыграли определённую роль и популистские обещания Картера «никогда не лгать стране», навести долгожданный порядок в правительстве, и его критика «политической и экономической элиты», импонировавшая рядовому американцу — «человеку с улицы».
Список предвыборных обещаний Картера стал наглядным свидетельством серьёзных расхождений между этими обещаниями и действительностью — несмотря на своё обещание сократить чиновничий аппарат, президент создал два новых министерства (Министерство образования и Министерство энергетики).